# Irlands herrlandslag i ishockey
Irlands herrlandslag i ishockey representerar Irland i ishockey för herrar.
Irland debuterade i D-VM i Island 2004 och vann en match mot Armenien och förlorade resten mot Mexiko, hemmanationen Island och Turkiet. Laget gjorde totalt 23 mål och släppte in totalt 23 mål.
Året därefter, D-VM i Mexico 2005, blev Irland näst sist med en seger mot Armenien och tre förluster mot Luxemburg, Sydafrika och mot hemmanationen Mexiko. Laget gjorde ändå totalt 32 mål och släppte in totalt 20 mål.
Året 2006, D-VM i Island, blev Irland än en gång näst sist med en seger mot Luxemburg, en oavgjord mot Turkiet och två förluster mot Armenien och mot hemmanationen Island. Laget gjorde bara totalt 5 mål och släppte in totalt 17 mål.
Året efter, D-VM i Irland (hemmaplan) 2007, kom deras hittills stora framgång. Man hamnade tvåa, precis på uppflyttning till C-VM, efter två segrar mot nykomlingen Mongoliet och mot Sydafrika. Dessutom vann man på strafflängning mot Luxemburg i en avgörande sista match. En förlust kom mot segraren Nya Zeeland. Laget gjorde totalt 20 mål och släppte in totalt 8 mål.
Året efter, C-VM i Rumänien kom Irland sist efter fem raka förluster mot Rumänien, Belgien, Serbien, Israel och Bulgarien. Laget gjorde bara 8 mål och släppte in 57 mål.
Irland rankas idag som 42:a bästa hockeynation enligt IIHF:s världsrankinglista efter VM i ishockey 2013.

## OS-turneringar
- 2006 - OS i Turin, Italien - deltog ej
- 2010 - OS i Vancouver, Kanada - deltog ej
- 2014 - OS i Sotji, Ryssland - deltog ej

## VM-turneringar
- 2004 - VM Division III i Island - fyra, 4 matcher, 1 seger, 0 oavgjorda, 3 förluster, 23 gjorda mål, 23 insläppta mål, 2 poäng.
- 2005 - VM Division III i Mexico - fyra (näst sist), 4 matcher, 1 seger, 0 oavgjorda, 3 förluster, 32 gjorda mål, 20 insläppta mål, 2 poäng.
- 2006 - VM Division III i Island - fyra (näst sist), 4 matcher, 1 seger, 1 oavgjord, 2 förluster, 5 gjorda mål, 17 insläppta mål, 3 poäng.
- 2007 - VM Division III i Irland (hemmaplan) - tvåa (silver), 4 matcher, 2 segrar, 1 förlust, 1 sudden deaths-/straffläggningsseger, 0 sudden deaths-/straffläggningsförluster, 20 gjorda mål, 8 insläppta mål, 8 poäng.
- 2008 - VM Division II i Rumänien - femma (sist), 5 matcher, 0 segrar, 5 förluster, 0 sudden deaths-/straffläggningssegrar, 0 sudden deaths-/straffläggningsförluster, 8 gjorda mål, 57 insläppta mål, 0 poäng.
- 2009 - VM Division III i Nya Zeeland - femma (näst sist), 4 matcher, 0 segrar, 4 förluster, 0 sudden deaths-/straffläggningssegrar, 0 sudden deaths-/straffläggningsförluster, 7 gjorda mål, 31 insläppta mål, 0 poäng.
- 2010 - VM Division III i Luxemburg* - etta (guld), 3 matcher, 3 segrar, 0 förluster, 0 sudden deaths-/straffläggningssegrar, 0 sudden deaths-/straffläggningsförluster, 17 gjorda mål, 7 insläppta mål, 9 poäng. *Mästerskapet blev flyttad från Grekland till Luxemburg, på grund av den ekonomiska krisen i Grekland.
- 2011 - VM Division II i Kroatien - sexa (sist), 5 matcher, 0 segrar, 5 förluster, 0 sudden deaths-/straffläggningssegrar, 0 sudden deaths-/straffläggningsförluster, 4 gjorda mål, 68 insläppta mål, 0 poäng.
- 2012 - VM Division III i Turkiet - fyra, 5 matcher, 2 segrar, 3 förluster, 0 sudden deaths-/straffläggningssegrar, 0 sudden deaths-/straffläggningsförluster, 18 gjorda mål, 24 insläppta mål, 6 poäng.
- 2013 - VM Division III i Sydafrika - fyra, 5 matcher, 2 segrar, 3 förluster, 0 sudden deaths-/straffläggningssegrar, 0 sudden deaths-/straffläggningsförluster, 18 gjorda mål, 20 insläppta mål, 6 poäng.

## VM-statistik

### 2004-2006
| VM-Turneringar | Matcher | Segrar | Oavgjorda | Förluster | Gjorda mål | Insläppta mål | Poäng |
| -------------- | ------- | ------ | --------- | --------- | ---------- | ------------- | ----- |
| VM             | 0       | 0      | 0         | 0         | 0          | 0             | 0     |
| Division I     | 0       | 0      | 0         | 0         | 0          | 0             | 0     |
| Division II    | 0       | 0      | 0         | 0         | 0          | 0             | 0     |
| Division III   | 12      | 3      | 1         | 8         | 60         | 60            | 7     |

### 2007-
| VM-Turneringar | Matcher | Segrar | Förluster | Övertids-/Straffläggningssegrar | Övertids-/Straffläggningsförluster | Gjorda mål | Insläppta mål | Poäng |
| -------------- | ------- | ------ | --------- | ------------------------------- | ---------------------------------- | ---------- | ------------- | ----- |
| VM             | 0       | 0      | 0         | 0                               | 0                                  | 0          | 0             | 0     |
| Division I     | 0       | 0      | 0         | 0                               | 0                                  | 0          | 0             | 0     |
| Division II    | 10      | 0      | 10        | 0                               | 0                                  | 12         | 125           | 0     |
| Division III   | 21      | 9      | 11        | 1                               | 0                                  | 80         | 90            | 29    |

- ändrat poängsystem efter VM 2006, där seger ger 3 poäng istället för 2 och att matcherna får avgöras genom sudden death (övertid) och straffläggning vid oavgjort resultat i full tid. Vinnaren får där 2 poäng, förloraren 1 poäng.

## Spelade matcher
Avser matcher fram till 21 april, 2013
| Lag                   | S | V | O | F | GM | IM |
| --------------------- | - | - | - | - | -- | -- |
| Armenien              | 3 | 2 | 0 | 1 | 38 | 8  |
| Belgien               | 1 | 0 | 0 | 1 | 1  | 9  |
| Bulgarien             | 2 | 0 | 0 | 2 | 4  | 13 |
| Förenade Arabemiraten | 2 | 2 | 0 | 0 | 15 | 5  |
| Grekland              | 4 | 3 | 0 | 1 | 17 | 14 |
| Island                | 2 | 0 | 0 | 2 | 0  | 22 |
| Israel                | 1 | 0 | 0 | 1 | 0  | 5  |
| Kina                  | 6 | 3 | 1 | 2 | 31 | 22 |
| Kroatien              | 1 | 0 | 0 | 1 | 4  | 21 |
| Luxemburg             | 7 | 2 | 1 | 4 | 22 | 36 |
| Mexiko                | 2 | 0 | 0 | 2 | 4  | 14 |
| Mongoliet             | 2 | 2 | 0 | 0 | 19 | 4  |
| Nordkorea             | 2 | 0 | 0 | 2 | 1  | 7  |
| Nya Zeeland           | 2 | 0 | 0 | 2 | 2  | 13 |
| Rumänien              | 2 | 0 | 0 | 2 | 1  | 43 |
| Serbien               | 1 | 0 | 0 | 1 | 1  | 13 |
| Sydafrika             | 3 | 1 | 0 | 2 | 11 | 13 |
| Turkiet               | 4 | 0 | 1 | 3 | 10 | 21 |